# Marché de Ouenzé
Le marché de Ouenzé est situé à l'est de Brazzaville, en République du Congo.

## Histoire
Le marché de Ouenzé, encore appelé marché Sukissa est situé à l'est de Brazzaville, .
En 2018, le marché Sukissa subi d'importants dommages, mettant en danger la sécurité de ses usagers. Le toit de la structure s'affaisse progressivement, et une partie de celui-ci s'est même complètement effondrée.
En 2021, le marché Sukissa de Ouenzé est rénové dans le cadre du projet Durquap. Actuellement[Quand ?], le marché comprend 750 tables et compte 1 792 vendeurs.